# Windsor (carattere)
Windsor è un carattere tipografico con grazie creato da Eleisha Pechey (1831-1902) e rilasciato nel 1905 dalla fonderia Stephenson Blake. È adatto per l'uso su schermo e nei titoli piuttosto che per il corpo del testo.
Le maiuscole M e W sono ampiamente divaricate, P e R hanno occhielli superiori molto grandi. Le lettere minuscole a, h, m e n del carattere Windsor hanno gambi angolati a destra e lo stesso angolo interessa l'asse verticale della lettera o; sono angolati anche la parte superiore della f e  il tratto incrociato della e.
Diverse fonderie hanno rilasciato versioni del carattere Windsor, tra cui Linotype, Elsner+Flake, URW e Mecanorma oltre a diverse altre in sublicenza. A tante diverse fonderie ha corrisposto una serie di nuovi pesi rispetto al disegno originale, come condensato, contornato e grassetto.

## Utilizzo
- A partire dal film Io e Annie, quasi tutti i titoli nei film del regista Woody Allen sono composti con il carattere Windsor Light Condensed su sfondo nero.[3] Lo stesso carattere è stato usato anche nella versione inglese del libro di Allen Mere anarchie.[4]
- Windsor Bold è stato utilizzato anche nei titoli delle serie televisive statunitensi Arcibaldo, 227, Casalingo Superpiù, e The Goldbergs.